# Cathelijn Peeters
Cathelijn Peeters (6 de novembro de 1996) é uma velocista holandesa, campeã mundial do revezamento 4x400 metros em Budapeste 2023.